# そよ風のくちづけ
「そよ風のくちづけ」（そよかぜのくちづけ）は、1974年1月21日に発売されたキャンディーズの2枚目のシングル。

## 解説
1973年12月5日にリリースされたファースト・アルバム『あなたに夢中〜内気なキャンディーズ〜』に収録されていた「盗まれたくちづけ」をリメイクしたもので、タイトルも「そよ風のくちづけ」に変更されてリリースされた。その後、「そよ風のくちづけ」「桜草のかなしみ」ともにセカンド・アルバム『危い土曜日〜キャンディーズの世界〜』（1974年6月21日リリース）に収録されている。
解散コンサート時点でのシングル売上は累計11万枚（CBSソニー調べ）。
アメリカの黒人コーラス・グループであるドリフターズの1959年のヒット曲「(If You Cry) True Love, True Love」に似ていることが指摘されている。
「盗まれたくちづけ」として4バージョン、「そよ風の口づけ」として2バージョンの合計6バージョンが確認されている。

## 収録曲
- 両楽曲共に、作詞：山上路夫／作曲：森田公一／編曲：穂口雄右

1. そよ風のくちづけ（3分3秒）
2. 桜草のかなしみ（2分47秒）

## カバー
- THE ポッシボー（2007年、シングル『主食=GOHANの唄』）